# Oum El Bouaghi (distrito)
Oum El Bouaghi é um distrito localizado na província de Oum El Bouaghi, Argélia, e cuja capital é a cidade de mesmo nome. A população total do distrito era de 86 307 habitantes, em 2008.[carece de fontes?]

## Comunas
O distrito está dividido em duas comunas:
- Oum El Bouaghi
- Aïn Zitoun